# Christine Lieberknecht
Christine Lieberknecht (Weimar, 1958. május 7. –) német politikus, 2009 és 2014 között Türingia miniszterelnöke volt.

## Életpályája
1976 és 1982 között a Jénai Egyetemen protestáns teológiát tanult. 1984 és 1990 között mint  lelkész dolgozott Weimar melletti Ottmannshausenban, Hottelstedtban és Stedtenben.
1990 és 1999  tartományi miniszter volt.
1991 és 2019 a türingiai tartományi parlament (Landtag) képviselője volt.
2004 és 2008 között a CDU-frakció vezetője volt majd megint miniszter lett.
2009-ben Lieberknecht megválasztották a CDU tartományi elnökévé. 2014-ben Mike Mohringot választották Lieberknecht utódjának.